# Aigua calenta solar

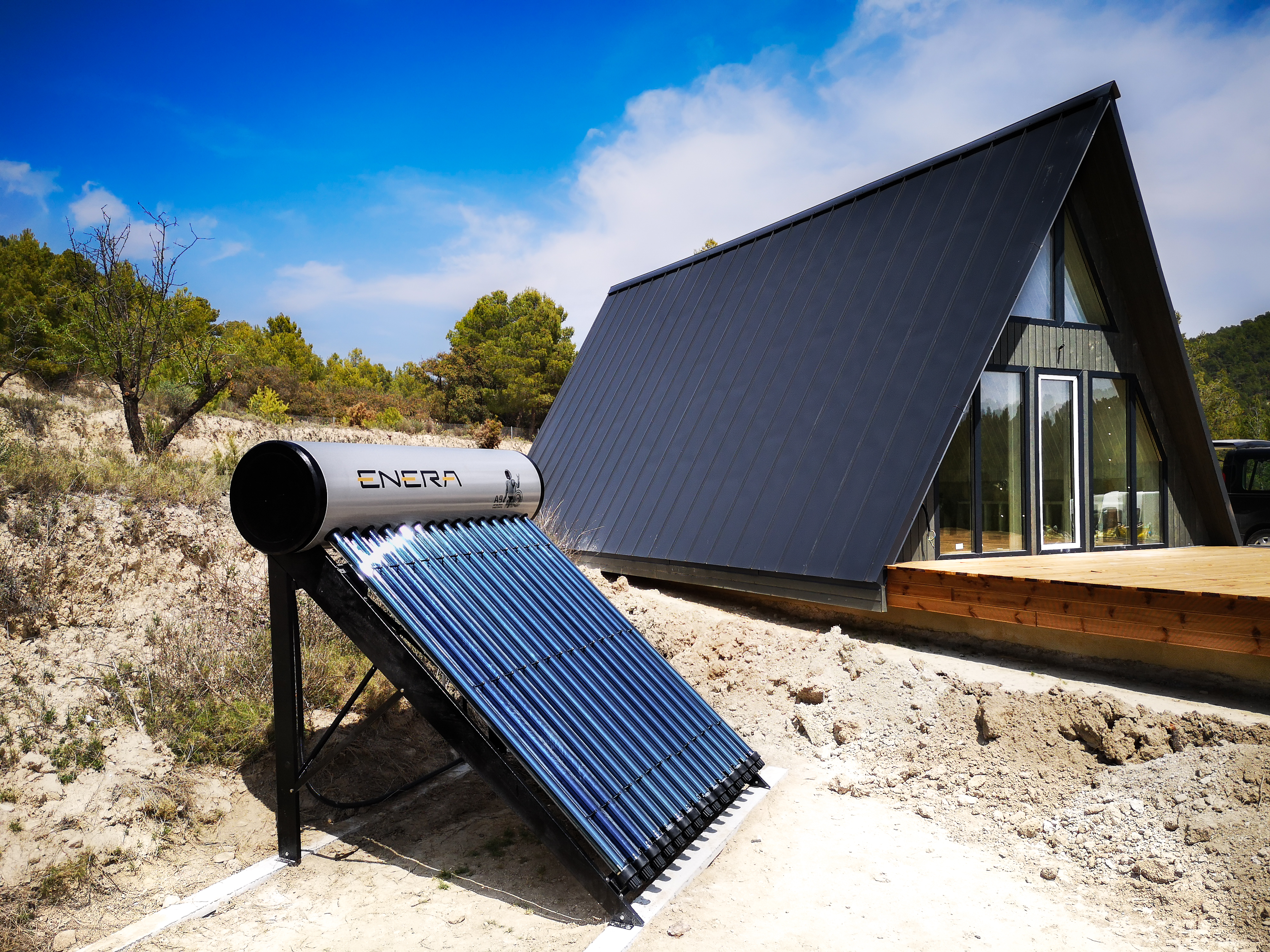
Escalfador solar de tubs de buit. Una tecnologia més popular a l'estat espanyol el 2019

L'aigua calenta solar o, més correctament, l'aigua escalfada per sistemes solars, es refereix a les tècniques d'escalfament per a generar aigua calenta sanitària (ACS) utilitzant l'energia solar amb diferents mètodes.

## Principis bàsics
L'energia solar que arriba a la superfície de la Terra no és constant durant tot l'any. Els dies hivernals són més curts (menys hores de sol) i, a més, els col·lectors perden rendiment com més fred sigui l'ambient on són. També, quan es tracta d'escalfar aigua per a usos sanitaris, la que ve de la xarxa és més freda a l'hivern; després s'exigeix més energia per escalfar-la en aquesta època. De la qual cosa es dedueix que a l'estiu la mateixa instal·lació és capaç d'escalfar un volum d'aigua molt més gran que a l'hivern. Tot i això, els costums de la gent respecte a la seva higiene (considerant que visquin en cases amb un raonable sistema de calefacció) varien molt poc al llarg de l'any, sense comptar que, quan es té un mitjà d'escalfament tan econòmic com el solar, la rentadora i el rentaplats han de tenir doble presa d'aigua, calenta i freda, i aquests usos tampoc varien al llarg de l'any.

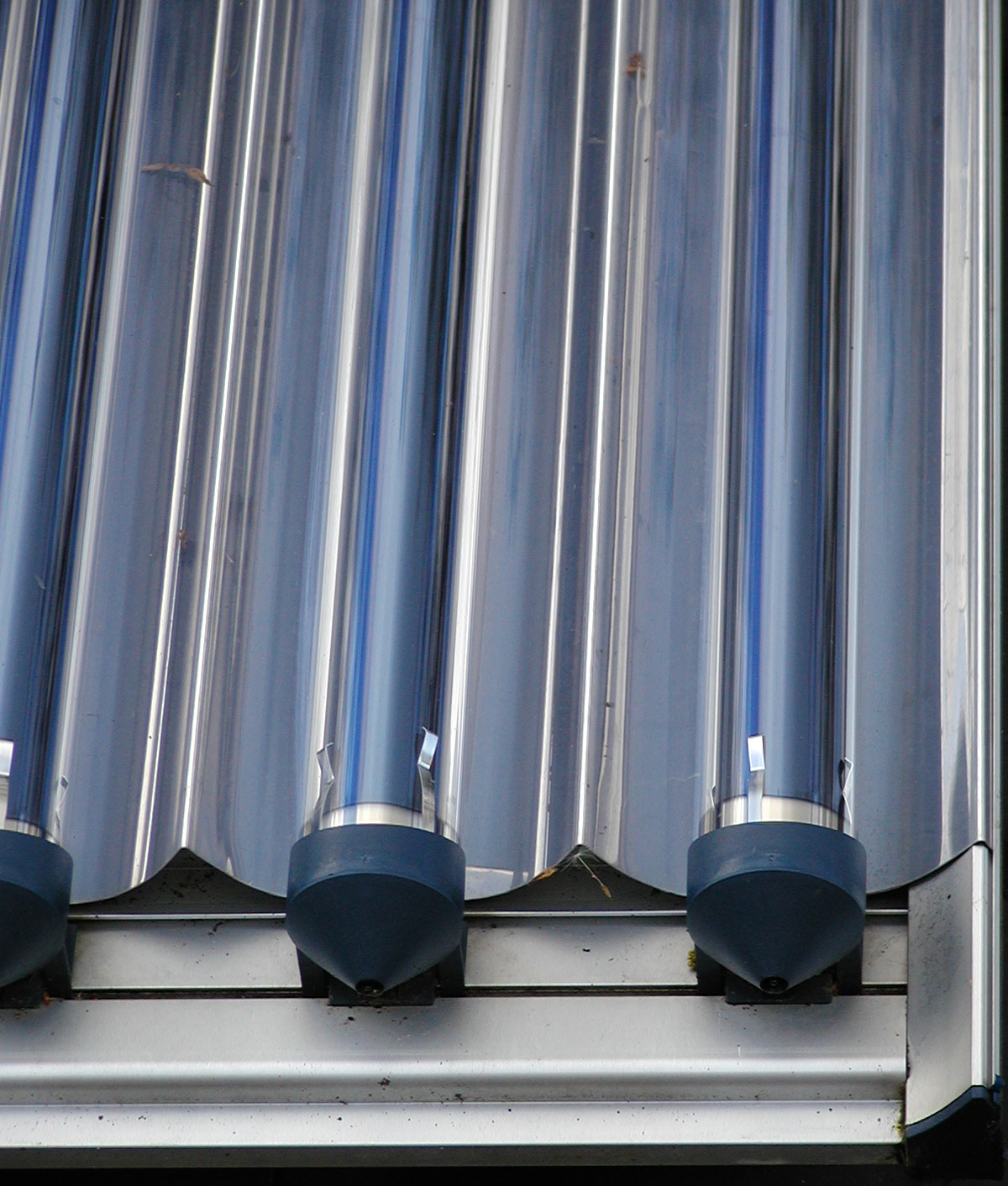
Col·lector amb tubs de vidre al buit

Això vol dir que una instal·lació no pot, econòmicament, pretendre obtenir tota l'energia que necessita del sol, ja que si n'hi ha prou a l'hivern, a l'estiu serà excessiva, l'aigua acumulada s'escalfarà a temperatures no desitjables, fins a bullir, amb moltes possibilitats que rebenti el dipòsit acumulador. Per evitar-ho caldria obrir l'aigua calenta deixant entrar aigua freda al dipòsit, provocant una despesa inútil d'aigua que actualment no és admissible (i menys a l'estiu, habitualment l'època seca), o instal·lar dispositius per refredar l'aigua.
Per les mateixes raons, la variació de l'energia rebuda, no sols al llarg de l'any, sinó del dia, la preparació d'ACS solar s'ha de fer mitjançant l'acumulació per utilitzar l'aigua produïda a certes hores, en qualsevol moment del dia o de la nit.
La majoria de normatives estatals exigeixen que es dimensioni l'acumulació i la captació per a un consum raonable a l'estiu, i que es disposi un sistema auxiliar de reescalfament quan la instal·lació solar no sigui capaç d'escalfar el volum acumulat fins a la temperatura d'acumulació necessària.
Una qüestió que té importància és que el consum d'aigua calenta s'ha de fer en condicions relativament constants, quant a volums consumits diàriament. Per exemple, un sistema d'escalfament solar en una casa usada només els caps de setmana funcionarà molt malament, perquè mentre no es consumeixi ACS, els dies de cada dia, l'aigua acumulada es continuarà escalfant amb les conseqüències indesitjables abans esmentades. No obstant això, en una casa de veïns, en una instal·lació centralitzada, rara serà la vegada que estigui buida del tot i sense gens de consum. És a dir, com més habitatges alimenti la instal·lació, més probabilitats hi ha que funcioni bé.

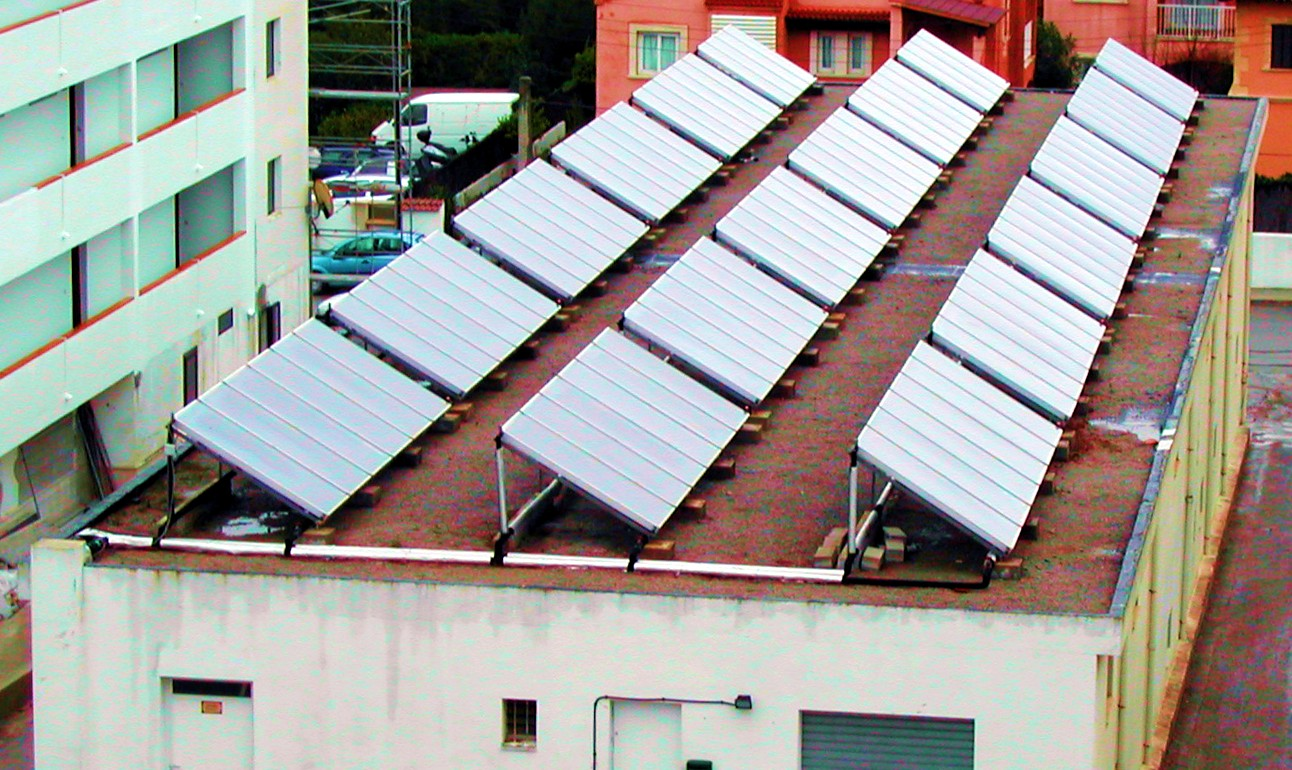
Col·lectors a la coberta d'un edifici

### Disposició dels col·lectors
Els col·lectors han d'estar orientats al sud (i al nord a l'hemisferi sud), tenint cura, en la mesura possible, que el sol, en el seu recorregut durant tot l'any, no llenci sobre ells ombres dels edificis limítrofs o dels components del mateix edifici (caixes d'escala, parapets de terrassa...). Se'n disposaran formant amb l'horitzontal un angle igual a la latitud del lloc, de manera que en els equinoccis, al migdia, la radiació solar hi incideixi perpendicularment. Amb aquesta posició, la captació al llarg de l'any serà més o menys la màxima. Se'n pot disminuir la captació a l'estiu i augmentar-la a l'hivern, inclinant el col·lector més cap a la vertical (s'admeten desviacions de ± 10º), però perdent captació al llarg de l'any.

## Sistemes d'escalfament
Hi ha diversos sistemes per escalfar l'aigua per l'acció solar, tot i que la majoria es basen en la utilització de col·lectors solars plans.

### Instal·lació amb col·lectors i acumulació independent

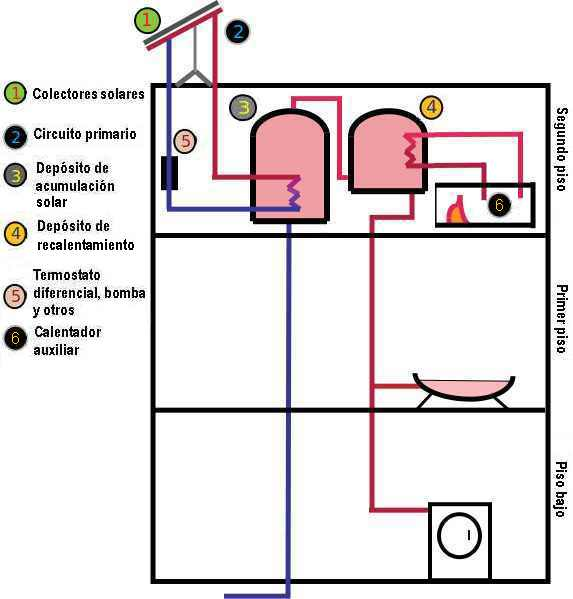
Esquema de funcionament dun sistema dACS solar.

S'utilitzen col·lectors solars plans i de vegades d'altres tipus, com el de tubs de buit, tot i que els plans solen ser prou més barats pel fet que es fabriquen en grans sèries. Els col·lectors es connecten a un dipòsit acumulador que, com a mitjana, tindria la capacitat d'aigua necessària per a un dia d'ús (entre uns 22...30 L/dia per habitant de l'edifici i a 60 °C de temperatura).
La connexió dels col·lectors es fa, normalment, amb un circuit específic (circuit primari), que recorre un portador de calor, i va a un intercanviador al dipòsit acumulador. Aquest circuit independent té dos importants avantatges:
- d'una banda, si a la zona hi ha possibilitat de gelades hivernals, al circuit de col·lectors es pot posar un anticongelant (del tipus utilitzat per als radiadors d'automòbils), i
- d'altra banda, es protegeix els col·lectors de les impureses que puguin portar les aigües de la xarxa, molt especialment quan es tracta d'aigües dures, amb gran quantitat de sals dissoltes, que precipitarien allà on s'escalfa l'aigua, precisament als serpentins dels col·lectors, formant una capa aïllant tèrmica que en redueix el rendiment, i pot arribar a obturar els conductes; quan al circuit primari no es canvia l'aigua, una vegada dipositada la limitada quantitat de sals que pugui portar, no hi tornarà a haver cap problema; fins i tot es pot omplir el circuit amb aigua tova, sense sals.

La regulació del funcionament del circuit primari es fa mitjançant un aparell anomenat termòstat diferencial. Consta d'una centraleta electrònica i de dues sondes tèrmiques; les sondes se situen, una a la sortida dels col·lectors i l'altra al dipòsit acumulador, i envien la mesura de les temperatures de cadascun d'aquests punts a la centraleta, que les compara: quan la temperatura dels col·lectors és superior a la del dipòsit, posa en marxa la bomba de recirculació, en cas contrari, la para. En llocs poc freds, on les gelades són rares, el termòstat diferencial pot engegar la bomba quan la sonda dels col·lectors registra temperatures iguals o inferiors a 4 °C, escalfant els col·lectors amb l'aigua acumulada, i s'evita posar anticongelant, que és car; no és convenient fer servir aquesta possibilitat en llocs de gelades freqüents, ja que es pot refredar massa l'aigua acumulada i gelar-se els col·lectors.
Com hem dit, no és econòmic ni pràctic fer una instal·lació capaç de donar en qualsevol moment l'energia necessària per a l'escalfament de l'aigua, per la qual cosa cal afegir a aquest sistema una energia auxiliar. Per raons d'economia energètica, cal utilitzar dos acumuladors independents; al primer s'escalfarà l'aigua per energia solar exclusivament i al segon entrarà l'aigua preescalfada i, si cal, es reescalfarà fins a la temperatura de distribució (normalment 60 °C) mitjançant una energia auxiliar. Efectivament, la potència amb què escalfa el sol és molt menor que la que té qualsevol sistema d'escalfament per energies corrents, i això vol dir que, si l'intercanviador d'energia auxiliar estigués al dipòsit, l'aigua s'escalfaria amb l'energia auxiliar molt més de pressa que amb el sol, i el termòstat diferencial pararia la bomba, llevat que els col·lectors assoleixin una temperatura alta, condicions en què els col·lectors tenen menor rendiment. Si l'escalfament es produeix en un altre dipòsit, el sistema de col·lectors aprofita completament la capacitat del sol en tot moment. És una instal·lació més cara, però s'amortitza en poc de temps. I efectivament, en el cas de la normativa estatal, està prohibit afegir aquesta energia al mateix dipòsit on s'ha acumulat l'aigua escalfada per mitjans solars.
També es pot fer servir un escalfador dels anomenats instantanis, que ha de ser de tipus modulant, amb el qual no caldria el segon acumulador (vegeu més avall: energia auxiliar).

### Escalfador solar "autònom"

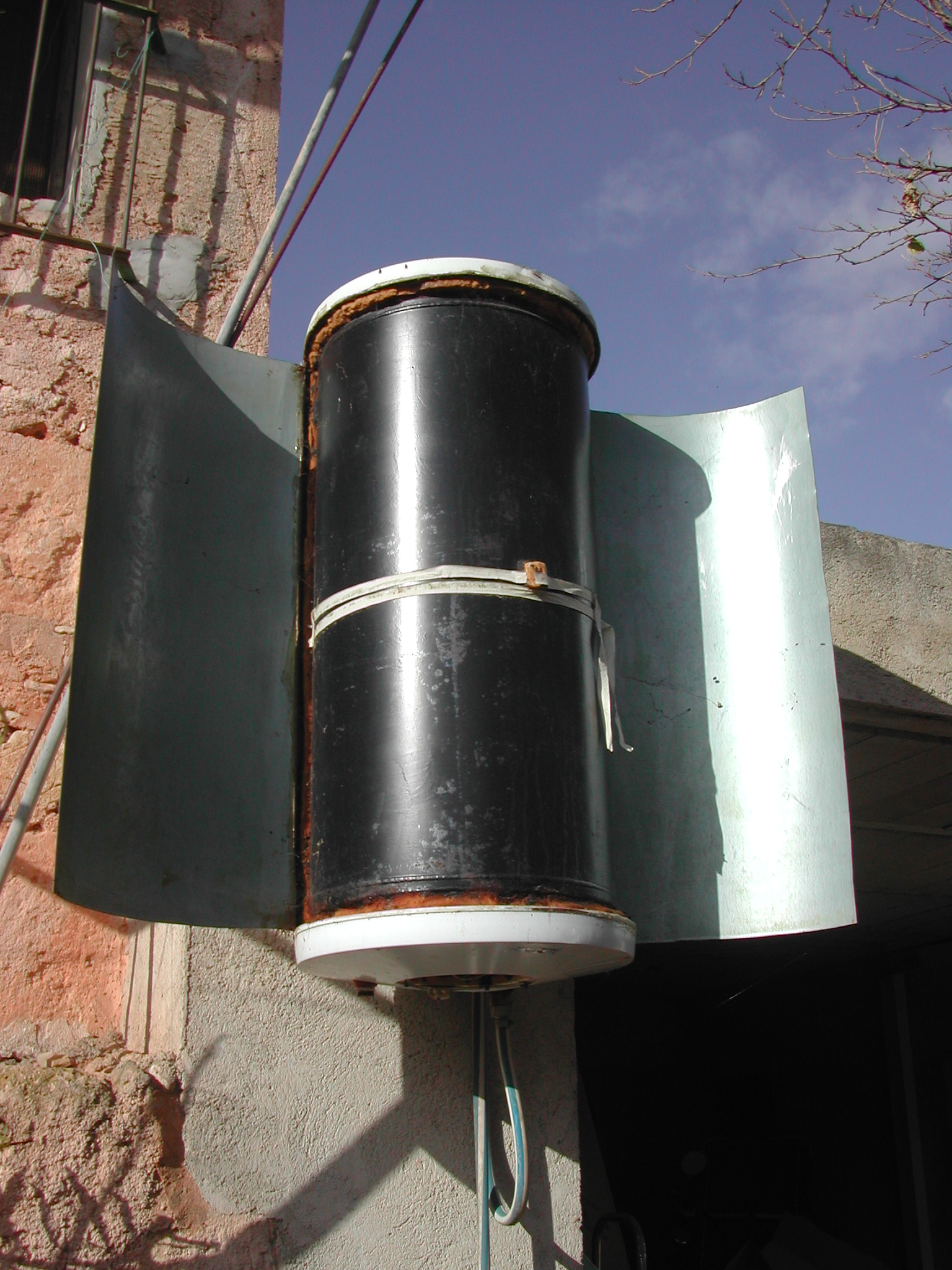
Un escalfador solar d'aigua

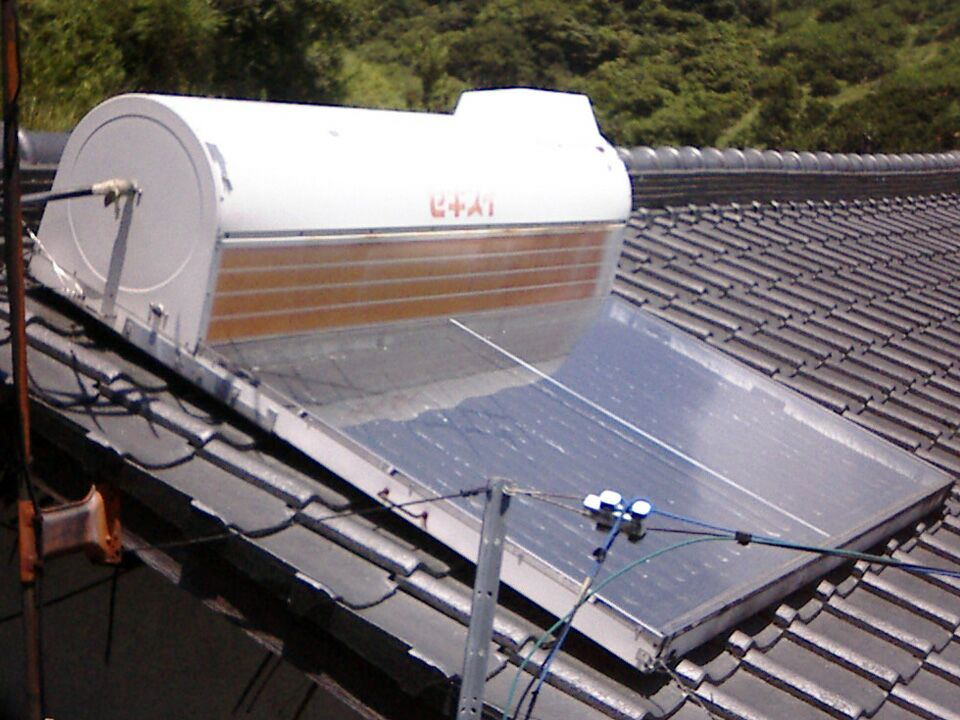
Escalfador solar pla amb dipòsit acumulador en un habitatge

Són dispositius que permeten captar l'energia del sol i transferir-la a l'aigua, en general en un sol aparell, amb els dispositius necessaris. L'aigua escalfada es guarda en un dipòsit d'acumulació i es pot consumir directament o connectar-se en sèrie amb un escalfador auxiliar.
Entre aquests, n'hi ha de dos tipus: en un, els panells tenen una placa receptora i tubs adherits pels quals circula un líquid portador de calor. El receptor (generalment recobert amb una capa selectiva fosca) capta la radiació solar i s'escalfa, mentre que l'aigua que circula pels tubs transporta la calor cap al dipòsit acumulador. El dipòsit està situat a una alçada més gran que el col·lector (figura de l'esquerra), de manera que l'aigua circula pel termosifó: en escalfar-se augmenta de volum i perd densitat, de manera que puja a l'acumulador, mentre que la més freda, de més densitat, baixa per un altre conducte per la part del darrere, cap al col·lector, on s'escalfa. És un aparell senzill i amb bon rendiment, amb algunes excepcions. No funciona bé als llocs on hi hagi gelades serioses (no s'hi pot posar anticongelant, ja que l'aigua que circula és la de consum) i tampoc en llocs on l'aigua sigui dura, per les raons dites més amunt.
El segon tipus n'és molt més senzill (figura de la dreta) i, si es fa en certa quantitat, més barat. N'hi ha distintes versions, més o menys semblants. Una consta d'un dipòsit pintat de negre amb unes cobertes reflectores que s'obren durant el dia per recollir més quantitat de sol, i es tanquen a la nit per aïllar el dipòsit de pèrdues de calor. El dipòsit pot tenir una coberta transparent per augmentar l'efecte d'hivernacle.
En aquests dos tipus es pot afegir després un sistema de reescalfament amb un dipòsit auxiliar o un escalfador modulant, com en el cas anterior.
Una altra variant molt més senzilla i econòmica consta d'una safata pintada de negre, amb una coberta de polietilè flexible. Als matins s'omple d'aigua, inflant la coberta com un globus, i a les nits es buida per fer servir l'aigua calenta. Amb aquest sistema s'evita el problema de les gelades, però implica estar atent quan s'omplin de matí i als buidatges vespertins.

### Escalfador solar sense coberta

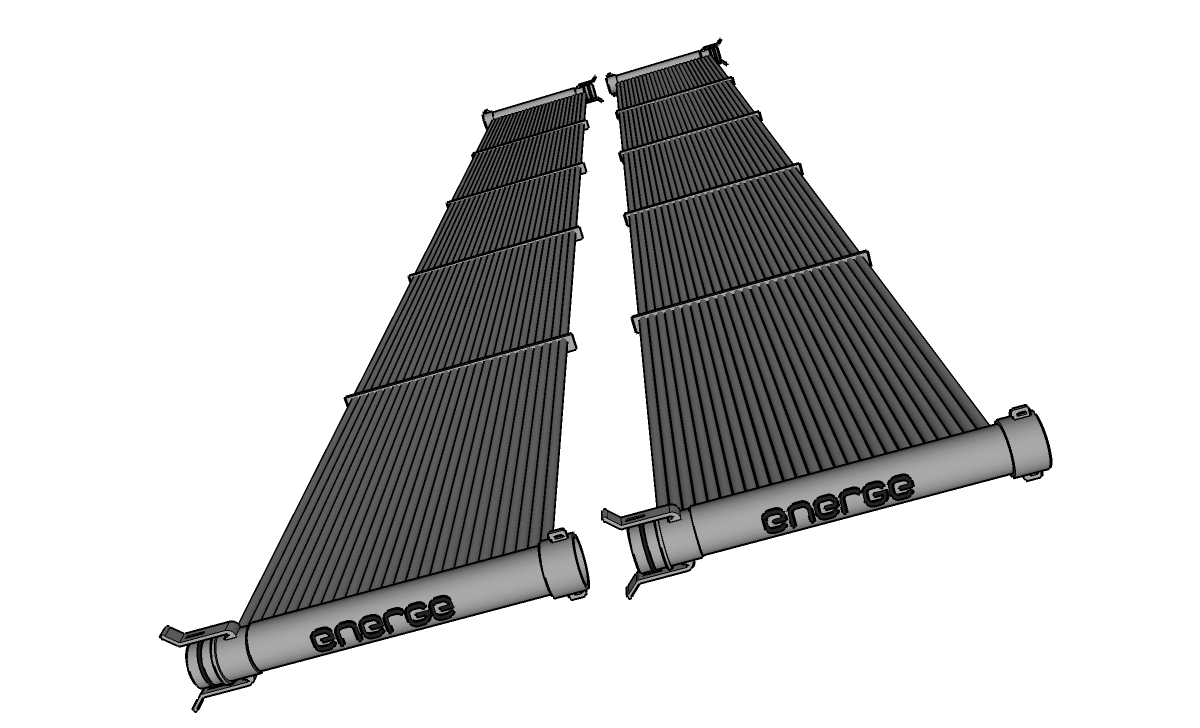
Mòduls d'escalfador solar de piscines

No es fa servir especialment per escalfar aigua d'usos sanitaris, però és un sistema d'escalfament barat per a usos estacionals, com l'escalfament de piscines. És una superfície de goma, materials plàstics o teixits impermeables, de color negre, que té un circuit d'aigua format pel mateix material. S'estén sobre una superfície exterior i es fa circular l'aigua pel circuit. Com a exemple del funcionament d'aquest sistema, es pot citar l'efecte que el sol fa en una mànega posada al sol i plena d'aigua: quan s'obre l'aixeta a què està empalmada, els primers litres, els que hi eren continguts, al sol, surten calents, tant més com més fosc sigui el color del material de la mànega i com més temps hagi romàs la mànega al sol.
Com s'ha dit, es pot fer servir en piscines i, quan arriba la fi de l'estació de banys, es recull i es guarda fins a l'estiu següent. Pot servir també per escalfar les dutxes d'un càmping.
És econòmic i no requereix gaire cura. A les piscines es pot fer funcionar amb les mateixes bombes que fan funcionar la depuradora, i a les dutxes caldrà posar-ne una, que pot ser petita, amb poc de consum d'energia.

## Energia auxiliar
El sistema auxiliar és un sistema convencional d'escalfament d'ACS, amb la diferència que rep l'aigua en comptes de la temperatura de la xarxa a una temperatura variable, preescalfada per la instal·lació solar, que en certes èpoques (a l'estiu) pot ser la temperatura de distribució. És important que el "preescalfament solar", com s'ha dit, es faci en un dipòsit específic i l'"escalfament" en un altre.
El sistema més senzill de regular és mitjançant l'altre dipòsit d'acumulació, com a segon acumulador. El dipòsit d'acumulació tindria un intercanviador pel qual circula aigua escalfada a una caldera exterior (amb electricitat, mitjançant una resistència), de manera que un termòstat, fixat a la temperatura desitjada (sol ser de 60 °C), regula el funcionament de la caldera o de les resistències elèctriques. Si l'aigua de l'acumulador solar ve a la temperatura de consigna, l'energia auxiliar no treballarà o ho farà molt poc. La re-circulació necessària, en moltes de les xarxes de les instal·lacions d'ACS, el retorn es farà a aquest dipòsit i mai a l'acumulador solar.
Quan es facin servir escalfadors dels anomenats instantanis, han de ser de tipus modulant, és a dir, que modulin la flama del cremador a les condicions de temperatura de l'aigua que arriba, per obtenir aigua sempre a la mateixa temperatura o, millor dit, respectant una temperatura màxima. Efectivament, els escalfadors circulants normals pugen 25 °C la temperatura d'un cabal determinat; així, si l'aigua arriba a 10 graus, pujaran la temperatura fins a 35, però si l'aigua arriba a 50 °C, la portaran fins a 75 °C, cosa que és inadmissible, ja que comença a donar perill de cremades als usuaris. La modulació de la flama evita aquest perill; quan l'aigua arriba a la temperatura de consum o propera, la flama de l'escalfador serà nul·la o molt petita.

## Mitjans per evitar l'escalfament excessiu de l'aigua acumulada
El problema d'escalfament excessiu de l'aigua acumulada es pot produir alguna vegada. Molt més sovint en instal·lacions que serveixen un sol habitatge, però també en les de comunitats de veïns. Precisament es dona en els mesos més càlids, quan els usuaris se'n van de vacances i no consumeixen aigua; l'acumulador s'escalfa sense sortir aigua calenta ni entrar-hi aigua freda. Les solucions hi són diverses.
La més elemental és tapar amb una persiana una part dels col·lectors (o tots), de manera que no rebin el sol. Una altra solució, no gaire aconsellable, és buidar part del circuit de col·lectors del fluid portador de calor, i no és adequada perquè, tot i que efectivament l'aigua no s'escalfa, els col·lectors sí, i es poden deteriorar. A més, es perd l'anticongelant, que té el problema de desfer-se'n: no ha de ser abocat a la xarxa de sanejament, després caldria portar-lo a punts específicament preparats per recollir-lo o guardar-lo fins a l'estació següent.
Aquests dos sistemes exigeixen manipulació cada any en vigílies i després de l'època estival; en canvi, n'hi ha un altre que funciona automàticament i que consisteix a posar un dispositiu de dissipació de calor, en paral·lel amb el circuit entre col·lectors i l'intercanviador de l'acumulador, de manera que, quan un simple termòstat assenyali que l'aigua del dipòsit ha arribat a la temperatura de consigna, una vàlvula de tres vies desviï el cabal del portador de calor des dels col·lectors cap al dissipador, en comptes de l'intercanviador de l'acumulador. Aquest dissipador pot ser un ventiloconvector del model més senzill (el que anomenen "aeroterm").
Altres possibilitats són: sobredimensionar l'acumulador respecte a la superfície de col·lectors o també inclinar-lo més respecte a l'horitzontal, de manera que la captació en els mesos més càlids disminueixi (en aquests el sol està més alt sobre l'horitzó i la radiació arriba des d'una direcció més propera a la vertical), i en canvi augmenta la captació en els mesos menys càlids.

## Normativa
En certs estats, entre aquests l'espanyol, la instal·lació d'escalfament solar és obligatòria en tots els edificis de nova construcció, des de la promulgació del Codi Tècnic. De tota manera, certes normatives locals (Barcelona, Madrid) ja hi obligaven.
Moltes administracions donen subvencions a la instal·lació d'aquest tipus d'energia, ja que estalvia energia convencional i emissió de gasos d'efecte d'hivernacle, qüestió que fins i tot pot provocar despeses econòmiques als estats que s'han compromès a reduir les emissions i no ho aconsegueixen.